# Grande Prêmio dos Países Baixos de 2019 (MotoGP)
O Grande Prêmio da MotoGP dos Países Baixos de 2019 ocorreu em 30 de junho.

## Resultados

### Classificação MotoGP
| Pos | Piloto            | Equipe                       | Moto    | Tempo     | Pontos |
| --- | ----------------- | ---------------------------- | ------- | --------- | ------ |
| 1   | Maverick Viñales  | Monster Energy Yamaha MotoGP | Yamaha  | 40'55.415 | 25     |
| 2   | Marc Marquez      | Repsol Honda Team            | Honda   | +4.854    | 20     |
| 3   | Fabio Quartararo  | Petronas Yamaha SRT          | Yamaha  | +9.738    | 16     |
| 4   | Andrea Dovizioso  | Ducati Team                  | Ducati  | +14.147   | 13     |
| 5   | Franco Morbidelli | Petronas Yamaha SRT          | Yamaha  | +14.467   | 11     |
| 6   | Danilo Petrucci   | Ducati Team                  | Ducati  | +14.794   | 10     |
| 7   | Cal Crutchlow     | LCR Honda CASTROL            | Honda   | +18.361   | 9      |
| 8   | Joan Mir          | Team SUZUKI ECSTAR           | Suzuki  | +24.268   | 8      |
| 9   | Jack Miller       | Pramac Racing                | Ducati  | +26.496   | 7      |
| 10  | Andrea Iannone    | Aprilia Racing Team Gresini  | Aprilia | +26.997   | 6      |
| 11  | Pol Espargaro     | Red Bull KTM Factory Racing  | KTM     | +28.732   | 5      |
| 12  | Aleix Espargaro   | Aprilia Racing Team Gresini  | Aprilia | +34.095   | 4      |
| 13  | Miguel Oliveira   | Red Bull KTM Tech 3          | KTM     | +34.181   | 3      |
| 14  | Francesco Bagnaia | Pramac Racing                | Ducati  | +34.249   | 2      |
| 15  | Hafizh Syahrin    | Red Bull KTM Tech 3          | KTM     | +34.494   | 1      |
| 16  | Tito Rabat        | Reale Avintia Racing         | Ducati  | +48.357   | 0      |
| 17  | Karel Abraham     | Reale Avintia Racing         | Ducati  | 1 volta   | 0      |

### Classificação Moto2
| Pos | Piloto                | Equipe                       | Moto      | Tempo     | Pontos |
| --- | --------------------- | ---------------------------- | --------- | --------- | ------ |
| 1   | Augusto Fernandez     | FLEXBOX HP 40                | Kalex     | 39'24.779 | 25     |
| 2   | Brad Binder           | Red Bull KTM Ajo             | KTM       | +0.612    | 20     |
| 3   | Luca Marini           | SKY Racing Team VR46         | Kalex     | +3.686    | 16     |
| 4   | Thomas Luthi          | Dynavolt Intact GP           | Kalex     | +4.028    | 13     |
| 5   | Tetsuta Nagashima     | ONEXOX TKKR SAG Team         | Kalex     | +5.391    | 11     |
| 6   | Andrea Locatelli      | Italtrans Racing Team        | Kalex     | +13.127   | 10     |
| 7   | Stefano Manzi         | MV Agusta Idealavoro Forward | MV Agusta | +13.183   | 9      |
| 8   | Marcel Schrotter      | Dynavolt Intact GP           | Kalex     | +13.567   | 8      |
| 9   | Dominique Aegerter    | MV Agusta Idealavoro Forward | MV Agusta | +19.792   | 7      |
| 10  | Marco Bezzecchi       | Red Bull KTM Tech 3          | KTM       | +21.291   | 6      |
| 11  | Fabio Di Giannantonio | Beta Tools Speed Up          | Speed Up  | +23.591   | 5      |
| 12  | Jake Dixon            | Sama Qatar Angel Nieto Team  | KTM       | +26.585   | 4      |
| 13  | Lukas Tulovic         | Kiefer Racing                | KTM       | +30.817   | 3      |
| 14  | Joe Roberts           | American Racing KTM          | KTM       | +34.122   | 2      |
| 15  | Iker Lecuona          | American Racing KTM          | KTM       | +34.406   | 1      |
| 16  | Steven Odendaal       | NTS RW Racing GP             | NTS       | +40.034   | 0      |
| 17  | Jonas Folger          | Petronas Sprinta Racing      | Kalex     | +51.405   | 0      |
| 18  | Xavi Cardelus         | Sama Qatar Angel Nieto Team  | KTM       | +59.200   | 0      |

### Classificação Moto3
| Pos | Piloto               | Equipe                      | Moto  | Tempo     | Pontos |
| --- | -------------------- | --------------------------- | ----- | --------- | ------ |
| 1   | Tony Arbolino        | VNE Snipers                 | Honda | 38'03.113 | 25     |
| 2   | Lorenzo Dalla Porta  | Leopard Racing              | Honda | +0.045    | 20     |
| 3   | Jakub Kornfeil       | Redox PruestelGP            | KTM   | +1.562    | 16     |
| 4   | Gabriel Rodrigo      | Kömmerling Gresini Moto3    | Honda | +2.158    | 13     |
| 5   | John Mcphee          | Petronas Sprinta Racing     | Honda | +2.201    | 11     |
| 6   | Ai Ogura             | Honda Team Asia             | Honda | +2.264    | 10     |
| 7   | Marcos Ramirez       | Leopard Racing              | Honda | +2.436    | 9      |
| 8   | Niccolò Antonelli    | SIC58 Squadra Corse         | Honda | +2.580    | 8      |
| 9   | Dennis Foggia        | SKY Racing Team VR46        | KTM   | +2.758    | 7      |
| 10  | Alonso Lopez         | Estrella Galicia 0,0        | Honda | +2.900    | 6      |
| 11  | Romano Fenati        | VNE Snipers                 | Honda | +2.916    | 5      |
| 12  | Aron Canet           | Sterilgarda Max Racing Team | KTM   | +3.081    | 4      |
| 13  | Kazuki Masaki        | BOE Skull Rider Mugen Race  | KTM   | +3.267    | 3      |
| 14  | Filip Salac          | Redox PruestelGP            | KTM   | +3.737    | 2      |
| 15  | Sergio García        | Estrella Galicia 0,0        | Honda | +12.705   | 1      |
| 16  | Can Oncu             | Red Bull KTM Ajo            | KTM   | +12.796   | 0      |
| 17  | Ayumu Sasaki         | Petronas Sprinta Racing     | Honda | +12.800   | 0      |
| 18  | Makar Yurchenko      | BOE Skull Rider Mugen Race  | KTM   | +12.894   | 0      |
| 19  | Andrea Migno         | Bester Capital Dubai        | KTM   | +33.346   | 0      |
| 20  | Stefano Nepa         | Reale Avintia Arizona 77    | KTM   | +36.069   | 0      |
| 21  | Riccardo Rossi       | Kömmerling Gresini Moto3    | Honda | +51.064   | 0      |
| 22  | Ryan Van De Lagemaat | Qnium Racing                | KTM   | +1'32.359 | 0      |
| 23  | Tom Booth-amos       | CIP Green Power             | KTM   | +1'48.509 | 0      |